# Dance!Dance!Dance!
『Dance!Dance!Dance!』（ダンス!ダンス!ダンス!）は、コナミ（現・コナミデジタルエンタテインメント）が1998年12月3日にプレイステーションで発売した音楽ゲーム。コナミの音楽ゲームではあるが、BEMANIシリーズには含まれない。開発は当時のコナミコンピュータエンタテインメント新宿。
ダンスサウンドには、イギリスのトップクリエイターでドラムンベースの第一人者であるクリス・ジェンキンスが担当。また、「STORY MODE」のシナリオはテレビドラマ『LOVE&PEACE』や『金田一少年の事件簿』などで知られる脚本家大石哲也が執筆。

## 概要
他の音楽ゲームの多くと同様に、『Dance!Dance!Dance!』はコマンド入力によってプレイヤーが好きなように踊れるダンスアクションゲーム。音楽CDから曲ごとのリズムを検出するリズム解析システム“BEES”を搭載した初のダンスアクションゲームである。BEESとはBeat Emphsize Estimate System（音が持つ特定の周波形をビート（リズム）としてとらえ、リアルタイムで解析するシステム）の略。このシステムによりゲームにあらかじめ収録されている曲だけでなく、既存の音楽CDと入れ替えることが可能となり、ロックでも演歌でもプレイヤーの持っている好きな音楽CDで踊ることができる。また、入れ替えた音楽CDごとのリズムによって、キャラクターの振り付けの速さやコマンド入力のタイミング、難易度なども変化するため、1度最後までクリアした後でも、何度でも遊べるのが特徴である。

## システム
「DANCING MODE」ではヒップホップ、ジャズ、ロカビリーなど8ジャンル以上のダンスが楽しむことができ、コマンド練習、CPU対戦、2Pダンス対決に加え、1P・2P同じキャラクターで振り付けを“合わせる”など、従来のゲームにはなかった新しい遊び方もできるようになっている。また「STORY MODE」では、プレイヤーが主人公・昴（すばる）となってマップを探索。“ダンス奥義書”を架けてダンスマスターとバトルを繰り広げる。
“BEES”は、既存の音楽CDの楽曲でダンスを踊ることができるシステムだが、オリジナルサウンドトラック「Dance! Dance! Dance! Original Sound track」（1998年11月21日フォーライフレコードより発売）とJack&Bettyの「Twister」（1998年10月21日フォーライフレコードより発売）の音楽CDをかけると、ゲーム中に隠れキャラクターが登場する仕掛けになっており、音楽CDとのタイアップによりゲーム性の広がり、音楽ファンへのアピールを図る。

### モード説明
DANCING MODE（4モード構成）
キャラクターを選択し、音楽に合わせてダンスを楽しむモード。音楽CDの入れ替えが可能な「BEES」を含む4種類のモードを楽しむことができる。
1.FREE MODE（CD入れ替え可能 / 1～2P）
キャラクターを1人選び、ダンス対決ができるモード。格闘アクションのようにコマンド入力で華麗なダンスが繰り出せる。ダンス技の組立方はプレイヤー次第。より派手でかっこいい技の方が得点が高く、リズムに合っていれば更に高得点が狙える。
2.TRACE MODE（CD入れ替え可能 / 1～2P）
画面に表示されるコマンドを、リズムに合わせてどれだけ正確に入力できるかを競うモード。入力に失敗したプレイヤーは、相手プレイヤーが失敗するまで参戦できない。一瞬たりとも気が抜けないハイテンション・ダンスバトル。
3.PRACTICE MODE（CD入れ替え不可 / 1P専用）
1人でダンスコマンドを練習、技の分岐を覚えるモード。画面には現在の振り付けから移行できる複数のコマンドが表示される。
4.CHALLENGE MODE（CD入れ替え不可 / 1P専用）
キャラクターを1人選択し、次々とCPU対戦するモード。
STORY MODE
プレイヤーは主人公「昴」となり、マップごとに存在するダンスマスターと「ダンスバトル」を繰り広げながら「ダンス奥義書」を集めていくモード。

## 登場人物
登場人物は得意とするダンスと持ち曲がある。
昴（声：本美奈子）
出身国は日本。東京・下町の高校に通う16歳。天性の才能を持っており、あらゆるダンスをあっと言う間に身に付けてしまう。得意とするダンスはなく、オールマイティ。
ミハイル（声：川島得愛）
出身国はロシア。得意とするダンスはコサックダンス。持ち曲は「Mr.Ika」。
ジェニファー（声：豊口めぐみ）
出身国はイギリス。得意とするダンスはタップダンス。持ち曲は「The shuffle」。
瞳（声：白倉麻子）
出身国は日本。得意とするダンスはヒップホップ。持ち曲は「Sugar Daddy」。
リンクス（声：伊崎寿克）
出身国は不明。得意とするダンスはジャズダンス。持ち曲は「Summer Step」。
アンドレ（声：坂口候一）
出身国はスペイン。得意とするダンスはフラメンコ。持ち曲は「Sabroso」。
ココ（声：千葉千恵巳）
出身国はブラジル。得意とするダンスはサンバ。持ち曲は「Felice」。
ブライアン（声：永野広一）
出身国はアメリカ。得意とするダンスはブレイクダンス。持ち曲は「Here we go again」。
ジョージ（声：鈴木琢磨）
出身国はアメリカ。得意とするダンスはロカビリー。持ち曲は「Same Rouge」。
宗厳（声：宇垣秀成）
隠れキャラクター。ストーリーモードをクリアすると登場する。持ち曲は「Excelorator」。
ソフィア（声：加藤優子）
隠れキャラクター。ストーリーモードをグッドエンドでクリアすると登場する。
舞（声：菊地貴子）
隠れキャラクター。オリジナルサウンドトラック「Dance! Dance! Dance! Original Sound track」（1998年11月21日フォーライフレコードより発売）の音楽CDをかけると使用可能になる。
Yumi（声：中川優美）
隠れキャラクター。Jack&Bettyの「Twister」（1998年10月21日フォーライフレコードより発売）の音楽CDをかけると登場する。Jack&Bettyのヴォーカル。

## 音楽
- Mr.Ika（ミハイル）
  - 曲の一部に「カチューシャ」のメロディが使われている。
- The shuffle（ジェニファー）
- Sugar Daddy（瞳）
- Summer Step（リンクス）
- Sabroso（アンドレ）
- Felice（ココ）
- Here we go again（ブライアン）
- Same Rouge（ジョージ）
  - オリジナルサウンドトラック「Dance! Dance! Dance! Original Sound track」では「Same Route」と表記されている。
- Excelorator（宗厳）

## その他
音楽CD
- Dance! Dance! Dance! Original Sound track - フォーライフレコード、1998年11月21日
- Twister（Jack&Betty） - フォーライフレコード、1998年10月21日

関連書籍
- ダンス！ダンス！ダンス！公式ガイド - コナミ発行、NTT出版発売、1998年12月15日、ISBN9784757180284